# 14. pehotna divizija (ZDA)
Za druge 14. divizije glejte 14. divizija.
14. pehotna divizija (izvirno angleško 14th Infantry Division) je bila fantomska pehotna divizija Kopenske vojske ZDA.

## Zgodovina
Divizija je bila ustanovljena v okviru operacije Fortitude.